# Kurzia insulana
Kurzia insulana là một loài Rêu trong họ Lepidoziaceae. Loài này được (W. Martin & E.A. Hodgs.) Grolle mô tả khoa học đầu tiên năm 1963.